# Colonia Buenos Aires, Sinaloa
Colonia Buenos Aires är en ort i Mexiko.   Den ligger i kommunen Elota och delstaten Sinaloa, i den centrala delen av landet, 1 000 km nordväst om huvudstaden Mexico City. Colonia Buenos Aires ligger 21 meter över havet och antalet invånare är 269.
Terrängen runt Colonia Buenos Aires är platt. Runt Colonia Buenos Aires är det ganska tätbefolkat, med 78 invånare per kvadratkilometer. Närmaste större samhälle är El Carrizo, 19,3 km öster om Colonia Buenos Aires. Trakten runt Colonia Buenos Aires består till största delen av jordbruksmark.